# Robert Venturi
Robert Venturi (25. června 1925 Filadelfie, Pensylvánie – 18. září 2018 tamtéž) byl americký architekt a významný představitel americké postmoderny, držitel Pritzkerovy ceny za architekturu z roku 1991. Většina jeho realizací pochází právě z amerického kontinentu avšak známé jsou i realizace v Evropě, v Německu, Anglii a Španělsku. Známý je jeho výrok „Méně je nuda", kterým reagoval na výrok modernisty Miese van der Rohe: „Méně je více". Často se inspiruje v klasické řádové architektuře.

## Studium
V letech 1944-1950 studoval architekturu na univerzitě v Princetonu, New Jersey. Ve studiích pokračoval na americké akademii v Římě v letech 1954-1956. Po návratu absolvoval kurz teorie architektury na Pensylvánské univerzitě.
Jako profesor působil na několika univerzitách v USA - na Yaleově univerzitě, v Princetonu a na Harvardu.

## Působení
Po studiích v letech 1951-1953 pracoval v architektonické kanceláří Oscara Stonorova ve Filadelfii a E. Saarinena v Detroitu. Později krátce pracoval pro Louise I. Kahna.
V roce 1958 si otevřel vlastní kancelář s Williamem Shortym Venturi and Short a v roce 1964 začal spolupracovat s Johnem Rauchem. Po osmi letech manželství s Denise Scott Brownovou založil v roce 1980 firmu Venturi, Rauch and Scott Brown. Ta se v roce 1989 přejmenovala na Venturi, Scott Brown and Associates a funguje dodnes.

## Realizace

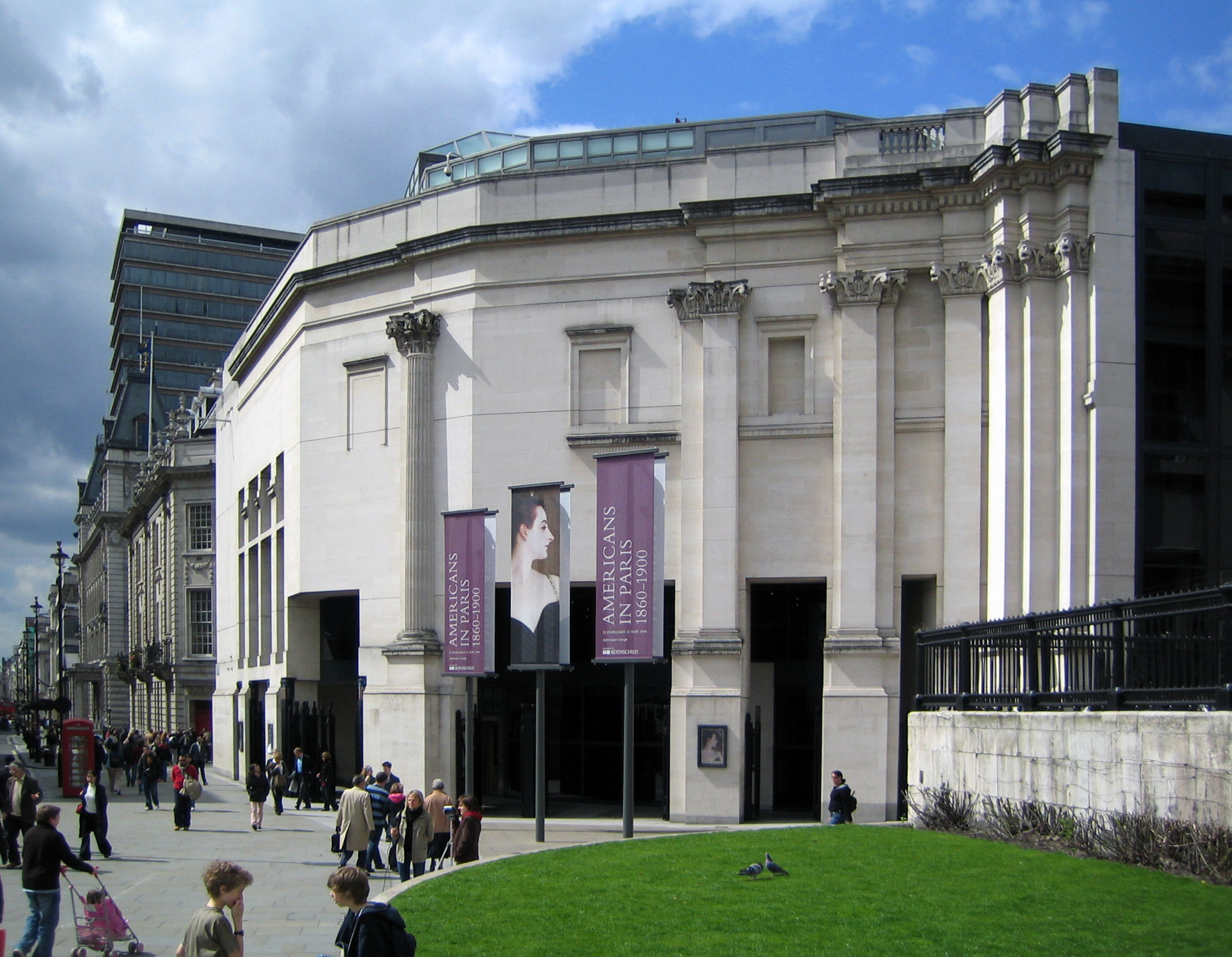
Sainsbury wing, Národní galerie (Londýn)

- 1966 – publikace knihy Složitost a protiklad v architektuře
- 1972 – spolu se S. Izenourem a manželkou DS Brown publikuje Poučení z Las Vegas
- Vanna Venturi House, Chestnut Hill, Pensylvánie, 1962
- Guild House – domov důchodců, Filadelfie, 1960-63
- North Penn Visiting Nurses Association – Ambler, Pensylvánie, 1961
- Požární stanice č. 4 – Columbus, 1965-68
- Lékařská praxe Varga-Brigio, Bridgeton, 1965-1968
- Požární zbrojnice Dixwell – New Haven, 1967-74
- Fakulta humanitních věd – State University of New York, 1968-73
- Dům Brant – Greenwich, Connecticut, 1970-73
- Centrum vědeckých informací ISI – Philadelphia, 1970-78
- Dům trubek a dům Wislocki – prázdninové domy, Nantucket Island, 1972
- Franklin Court – Filadelfie, 1972-76
- Nástavba Allen Memorial Art Museum – Oberlin, 1973-76
- Dům Tucker III – Mount Kisco, Westchester County, 1974-75
- Dům v Tuckers Town – Tucker Town, Bermudy, 1975
- Showroom BEST Prod. Inc. – Filadelfie, 1977
- Showroom Basco – Filadelfie, 1978
- Dům a ateliér Coxe-Hayden – Black Island, 1980
- Prázdninový dům Brant-Johnson – Colorado, 1980
- Muzeum uměleckých řemesel – Frankfurt nad Mohanem, Německo, 1980
- Koncertní sál – Filadelfie, 1980
- Gordon Wu Hall – Butler College, Princetonská univerzita, New Jersey, 1980-83
- Lewis Thomas Molecular Biological Laboratories – Princetonská univerzita, 1983
- Velké jablko – uspořádání náměstí na Times Square, New York City-Manhattan, 1984
- Sainsbury wing – rozšíření národní galerie, Londýn, 1988-91
- Muzeum umění – Seattle, 1990
- Pavilon světové výstavy – projekt, Sevilla, Španělsko, 1992
- Celebration – vzorové město Disney World, Orlando, 1995